# Gran Turismo (videojuego de 2009)
Gran Turismo (グランツーリスモ Guran Tsūrisumo?) es un videojuego de carreras de 2009 desarrollado por Polyphony Digital y publicado por Sony Computer Entertainment para PlayStation Portable. El juego fue anunciado en la conferencia de prensa E3 de Sony el 11 de mayo de 2004, junto con la PSP original. Después de cinco años de retrasos y especulaciones, durante los cuales fue conocido como Gran Turismo 4 Mobile, Gran Turismo Mobile, Gran  Turismo 5 Portable y Gran Turismo Portable, reapareció en el E3 el 2 de junio de 2009, en forma jugable. Fue lanzado el 1 de octubre de 2009 como uno de los títulos de lanzamiento del nuevo PSP Go. Hasta septiembre de 2017, Gran Turismo ha vendido 4.67 millones de unidades, lo que lo convierte en uno de los juegos de PSP más vendidos. El 1 de junio de 2010, el juego fue relanzado como parte de la línea económica de videojuegos Greatest Hits de Sony.

## Lanzamiento
El juego fue anunciado en la conferencia de prensa de Sony en E3 el 11 de mayo de 2004, la misma conferencia donde Sony anunció la PSP original. Después de cinco años de retrasos y especulaciones, el juego hizo su reaparición en el E3 el 2 de junio de 2009, listo para ser publicado. Fue lanzado el 1 de octubre de 2009 como uno de los títulos de lanzamiento para la nueva PSP Go. Las ventas totales del juego se estiman en 2,69 millones de copias en diciembre del 2011.

## Detalles
Gran Turismo está disponible en UMD y como descarga digital desde la PlayStation Store. El juego cuenta con más de 800 vehículos. Podemos encontrar vehículos Pagani, y, por primera vez en la serie del Gran Turismo, Lamborghini, Ferrari y Bugatti, entre otros vehículos. En el juego no se simulan los daños que podrían sufrir los vehículos al colisionar, al igual que ocurría en todos los videojuegos de la serie lanzados hasta el momento. Hay un total de 45 circuitos, y la mayoría pueden ser recorridos en ambos sentidos (contando esto último, nos lleva a un total de 72).
En Gran Turismo, el jugador se centrará en completar las misiones de conducción con el fin de avanzar en el juego, a diferencia del mapa presentado por Gran Turismo 4. El juego utilizará un nuevo sistema comercial que permitirá a los jugadores adquirir vehículos. En cuanto al modo multijugador, se podrá jugar en modo ad-hoc con un total de 4 jugadores. Durante una entrevista en el E3, se reveló que los temas musicales destacados en el juego proceden directamente de Gran Turismo 4 y Tourist Trophy, en tanto que el motor de físicas del videojuego está basado en Gran Turismo 5 Prologue.

## Modo de juego
El jugador puede elegir los circuitos y comprar vehículos con los créditos obtenidos en cada carrera, sobre la base de la dificultad, el rendimiento y el número de vueltas que haya elegido. Los jugadores pueden elegir el número de vueltas que desean dar, con un máximo de 99, y hasta cierto límite, cuantas más vueltas haya que hacer, más dinero se obtiene por la victoria.  Los jugadores comienzan con un coche de categoría baja, pero pueden adquirir coches más veloces a medida que avancen. Los concesionarios cambian después de cada carrera, así que los jugadores no siempre serán capaces de comprar lo que busquen.